# Lagúna
A lagúna a tenger homokszigetek vagy homokturzások által egészen vagy részben elzárt sekély vizű part menti öble. A lagúnák sós- vagy brakkvizűek, amennyiben teljesen elzáródnak a tengertől, idővel kiédesednek és tengerparti tavakká alakulnak át.
Hasonló képződmények a Balti-tenger partján a haffok, a Fekete-tenger mentén a félig sós vizű limánok. Lagúnáknak nevezik az atollok korallzátonyától körülzárt vízfelületet is. Magyar neve az olasz laguna szóból ered, melyek jelentése tavacska, pocsolya; végső forrása az azonos jelentésű latin LACŪNA. Eredetileg Velence környékének megnevezésére használták (16. század). A szó első tudományos alkalmazása 1769-ből származik egy csendes-óceáni atoll belső öblének leírására.

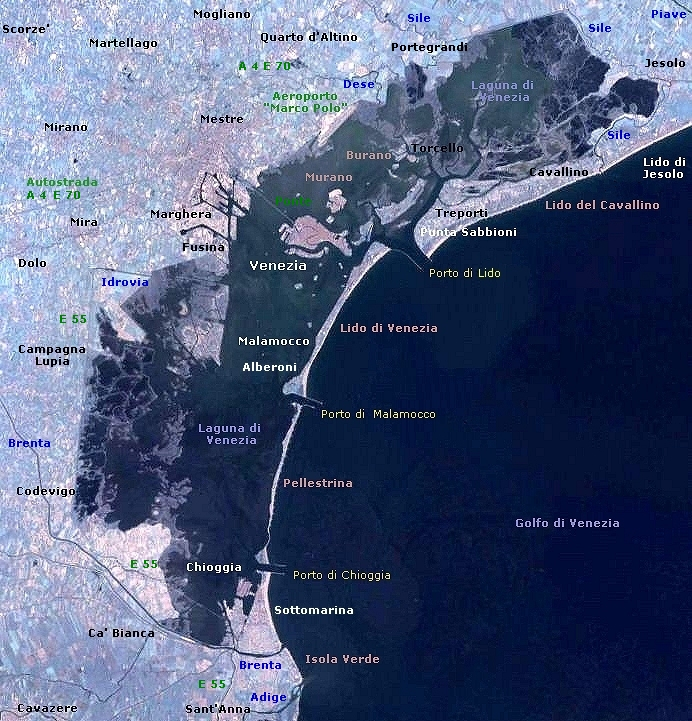
A Velencei-lagúna műholdfelvételen
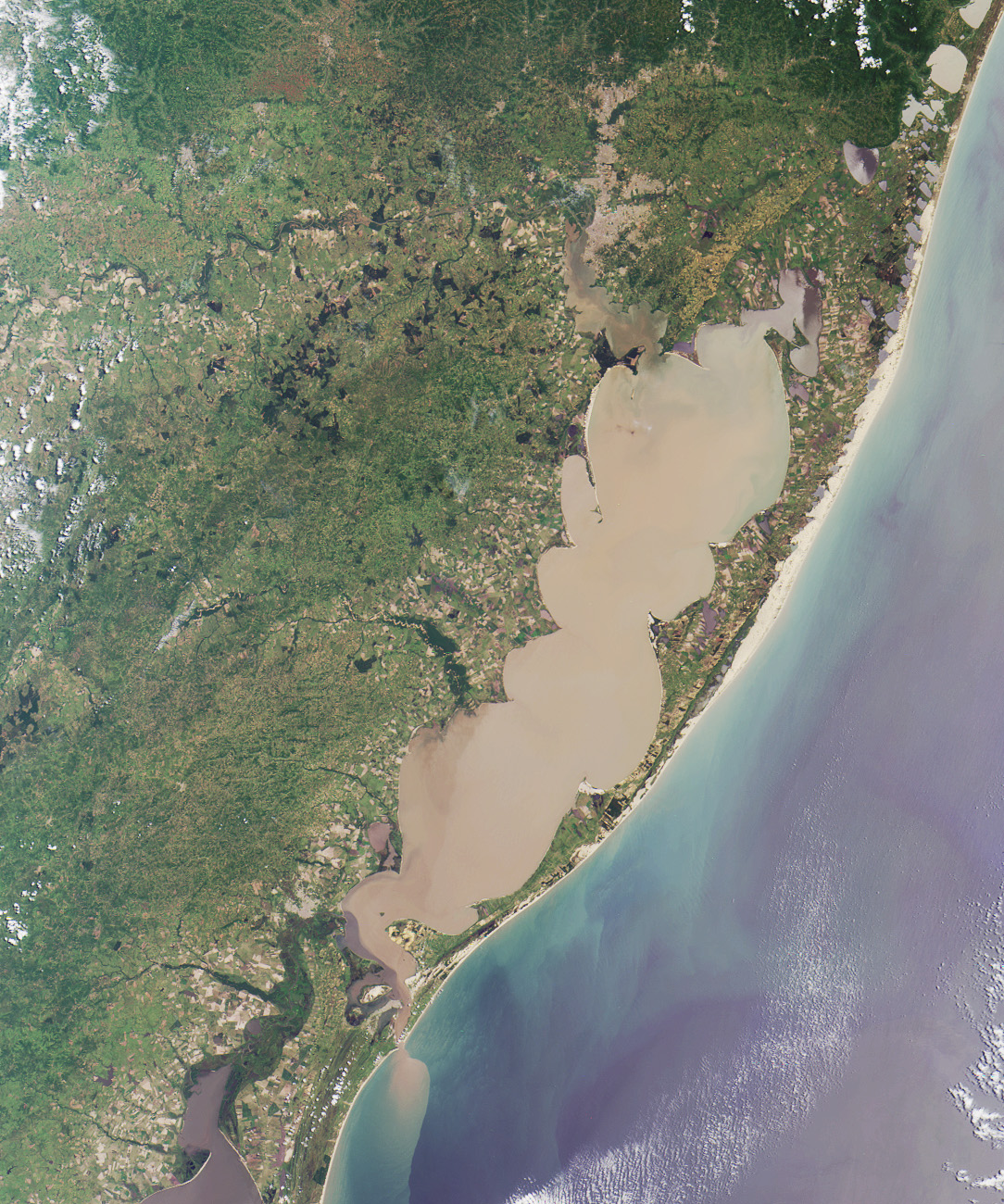
A Lagoa dos Patos (Brazília) műholdfelvételen
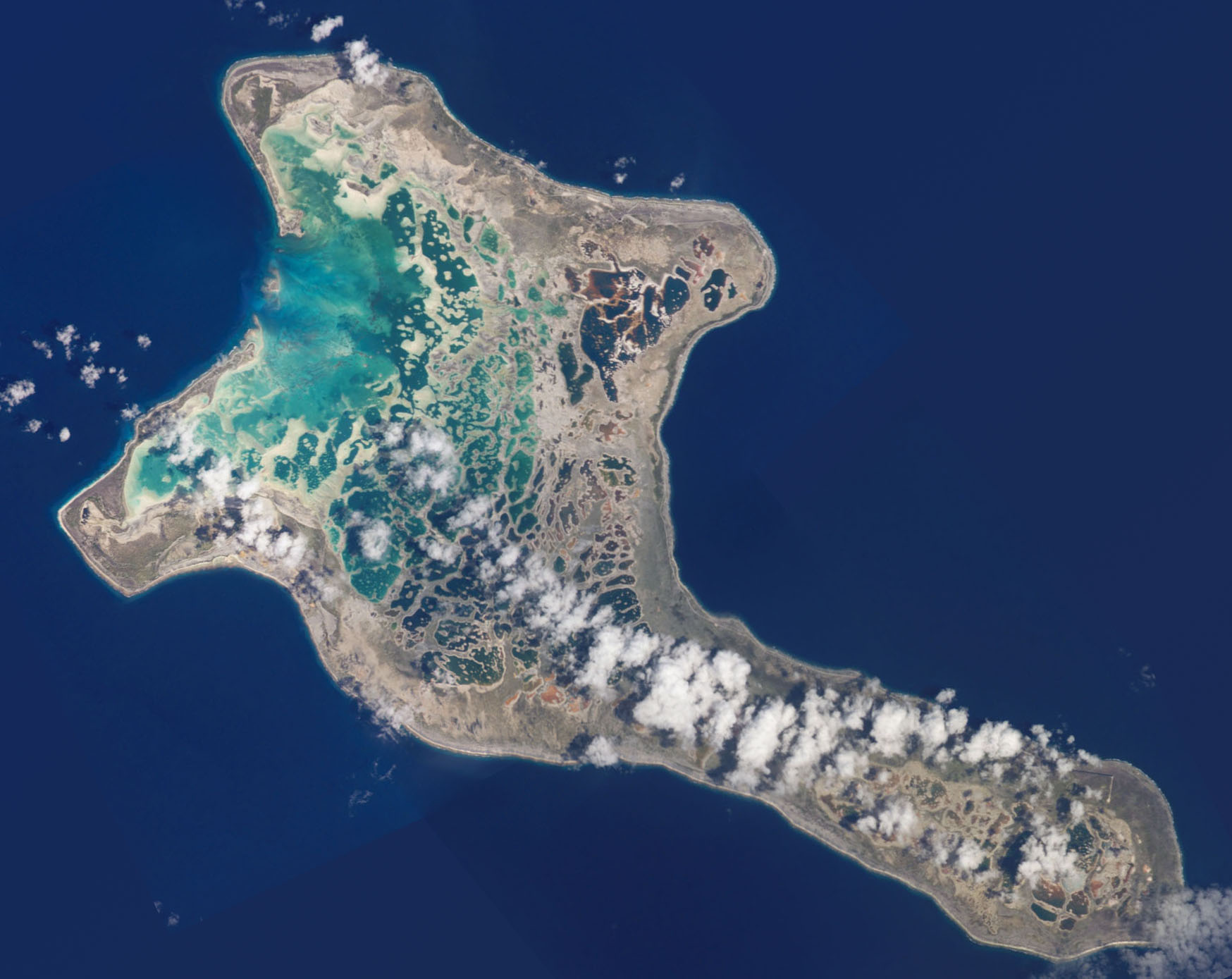
Kiribati (Karácsony-szigetek) lagúnái műholdfelvételen
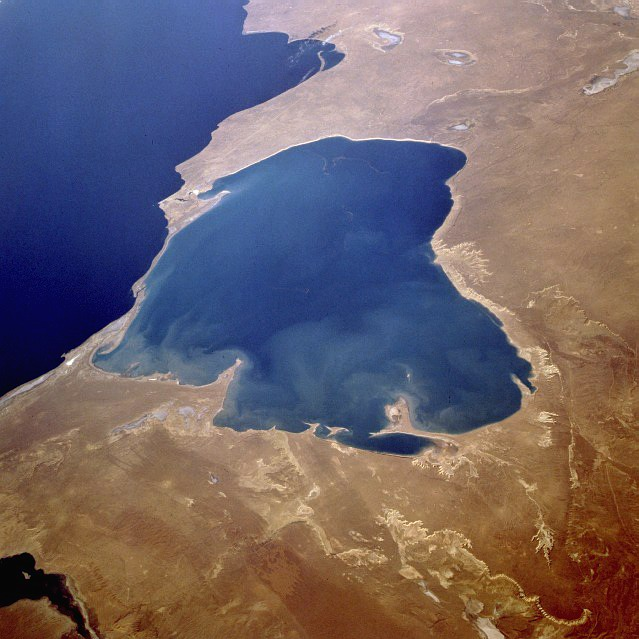
A Garabogazköl, a Kaszpi-tenger óriási lagúnája a NASA felvételén
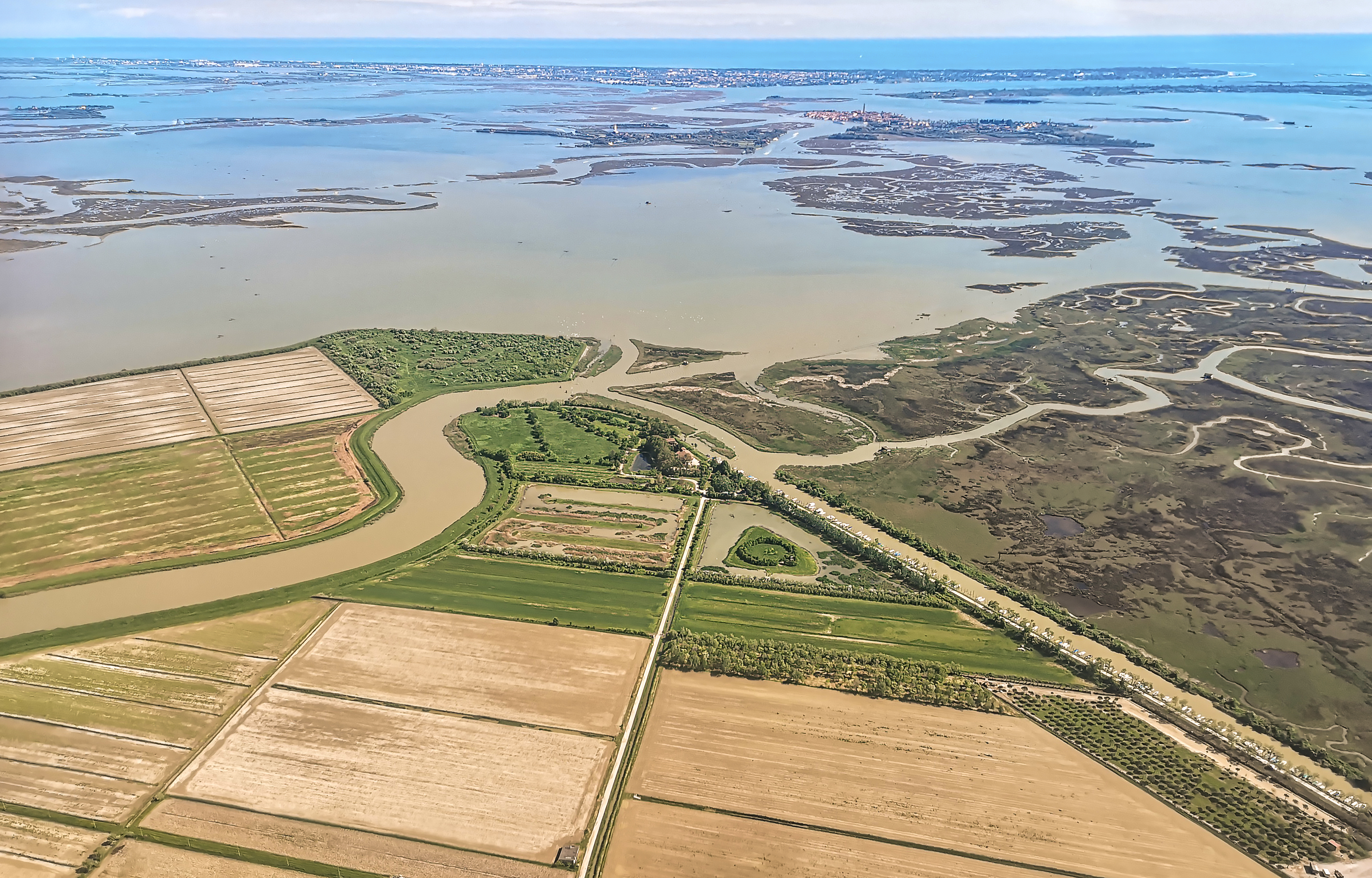
Velence lagúnái